# فصة متداخلة
الفصة المتداخلة (باللاتينية: Medicago intertexta) نوع نباتي يتبع جنس الفصة من الفصيلة البقولية.

## الموئل والانتشار
موطنها بلاد الشام ومصر والمغرب العربي وقبرص وتركيا واليونان ومالطة وإيطاليا وفرنسا وإسبانيا والبرتغال.

## مرادفات للاسم العلمي
- (باللاتينية: Medicago polymorpha var. intertexta L.)